# Pyrilampes
Pyrilampes (Atene, ... – ...; fl. V secolo a.C.) è stato un politico greco antico, patrigno del filosofo Platone. La sua data di nascita e di morte è sconosciuta, ma secondo stime di Debra Nails dovrebbe essere nato dopo il 480 a.C. e morto prima del 413 a.C..

## Biografia
Fu per molto tempo ambasciatore di Atene presso la corte persiana e amico di Pericle, capo della fazione democratica ad Atene. Venne ferito alla Battaglia di Delio nel 424 a.C., quando aveva circa cinquantacinque anni. Pyrilampes si ristabilì e  mostrò i pavoni e i regali che aveva ricevuto nel corso delle sue ambasciate in Asia. Plutarco lanciò delle accuse contro Pyrilampes, in base alle quali egli avrebbe usato i pavoni per procurare a Pericle donne nate libere.
Pyrilampes sembra si sia sposato intorno agli anni 440 a.C.; da questo matrimonio ebbe un figlio, Demus, famoso per la sua bellezza. Intorno al 423 a.C. Pyrilampes rimase vedovo e sposò sua nipote Perictione, madre di Platone, la quale gli diede il suo secondo figlio, Antiphon, fratellastro di Platone, il cui nome appare in Parmenide, dove si dice che si fosse indirizzato alla filosofia, al fine di dedicare la maggior parte del suo tempo ai cavalli.